# Эперне-су-Жевре
Эперне́-су-Жевре́ (фр. Épernay-sous-Gevrey) — коммуна во Франции, находится в регионе Бургундия. Департамент коммуны — Кот-д’Ор. Входит в состав кантона Жевре-Шамбертен. Округ коммуны — Дижон.
Код INSEE коммуны — 21246.

## Население
Население коммуны на 2010 год составляло 183 человека.
| 1962 | 1968 | 1975 | 1982 | 1990 | 1999 | 2010 |
| ---- | ---- | ---- | ---- | ---- | ---- | ---- |
| 70   | 78   | 89   | 116  | 127  | 162  | 183  |

## Экономика
В 2010 году среди 129 человек трудоспособного возраста (15—64 лет) 96 были экономически активными, 33 — неактивными (показатель активности — 74,4 %, в 1999 году было 77,4 %). Из 96 активных жителей работали 86 человек (44 мужчины и 42 женщины), безработных было 10 (3 мужчин и 7 женщин). Среди 33 неактивных 12 человек были учениками или студентами, 16 — пенсионерами, 5 были неактивными по другим причинам.